# Oligocene
| Periodo                                                                                     | Epoca               | Piano          | Età (Ma)    |
| ------------------------------------------------------------------------------------------- | ------------------- | -------------- | ----------- |
| Neogene                                                                                     | Miocene             | Aquitaniano    | Più recente |
| Paleogene                                                                                   | Oligocene           | Chattiano      | 27,30       |
| Paleogene                                                                                   | Oligocene           | Rupeliano      | 33,9        |
| Paleogene                                                                                   | Eocene              | Priaboniano    | 37,71       |
| Paleogene                                                                                   | Eocene              | Bartoniano     | 41,03       |
| Paleogene                                                                                   | Eocene              | Luteziano      | 48,07       |
| Paleogene                                                                                   | Eocene              | Ypresiano      | 56,00       |
| Paleogene                                                                                   | Paleocene           | Thanetiano     | 59,24       |
| Paleogene                                                                                   | Paleocene           | Selandiano     | 61,66       |
| Paleogene                                                                                   | Paleocene           | Daniano        | 66,00       |
| Cretacico                                                                                   | Cretacico superiore | Maastrichtiano | Più antico  |
| Suddivisione del Paleogene secondo la Commissione internazionale di stratigrafia dell'IUGS. |                     |                |             |

Nella scala dei tempi geologici, l'Oligocene è la terza e ultima epoca geologica del Paleogene e si estende da 33,9 milioni di anni fa (Ma) a 23,04 Ma, preceduta dall'Eocene e seguita dal Miocene, la prima epoca del successivo Neogene.
Il nome "Oligocene" deriva dal greco ὀλίγος, "oligos" (poco) e καινός, "kainos" (nuovo, recente) e si riferisce allo scarso sviluppo di nuove specie di mammiferi, dopo la radiazione adattativa avvenuta durante l'Eocene. Cronologicamente, l'Oligocene si trova dopo l'Eocene e prima del Miocene, ed è la terza e conclusiva epoca del periodo del Paleogene. L'Oligocene è spesso considerato un importante momento di transizione, un collegamento fra "il mondo arcaico dell'Eocene tropicale e gli ecosistemi moderni del Miocene."
L'Oligocene è suddiviso in due età o piani: Rupeliano e Chattiano.

## Suddivisioni
La Commissione Internazionale di Stratigrafia riconosce per l'Oligocene la suddivisione in due piani, ordinati dal più recente al più antico secondo il seguente schema:
- Chattiano da 27,30 milioni di anni fa (Ma) a 23,04 Ma
- Rupeliano da 33,9 Ma a 27,30 Ma

## Definizioni stratigrafiche e GSSP
La base dell'Oligocene e del suo primo stadio, il Rupeliano, è definita dalla scomparsa dei foraminiferi planctonici dei generi Hantkenina e Cribrohantkenina, generi degli Hantkeninidae provenienti dall'Eocene.
Come marcatori secondari si considerano le zone di nanofossili calcarei NP21 e CP16a, l'inversione di polarità magnetica 13R1.
Il limite superiore, nonché base del successivo Miocene, è definito in base a diversi parametri tra cui la cronozona della polarità magnetica C6Cn.2n, la comparsa dei foraminiferi Paragloborotalia kugleri e la scomparsa del nanoplancton Reticulofenestra bisecta (base della zona NN1).

### GSSP
Il GSSP, il profilo stratigrafico di riferimento della Commissione Internazionale di Stratigrafia, è stato individuato in una sezione di Massignano, nel comune di Ancona, nell'area del Monte Conero, alla base di uno strato grigio-verde di marna dello spessore di mezzo metro, situato circa 19 metri al di sopra della base della sezione. Le coordinate sono: latitudine 43°31"58.2' N e longitudine 13°36"03.8' E.

## Il clima

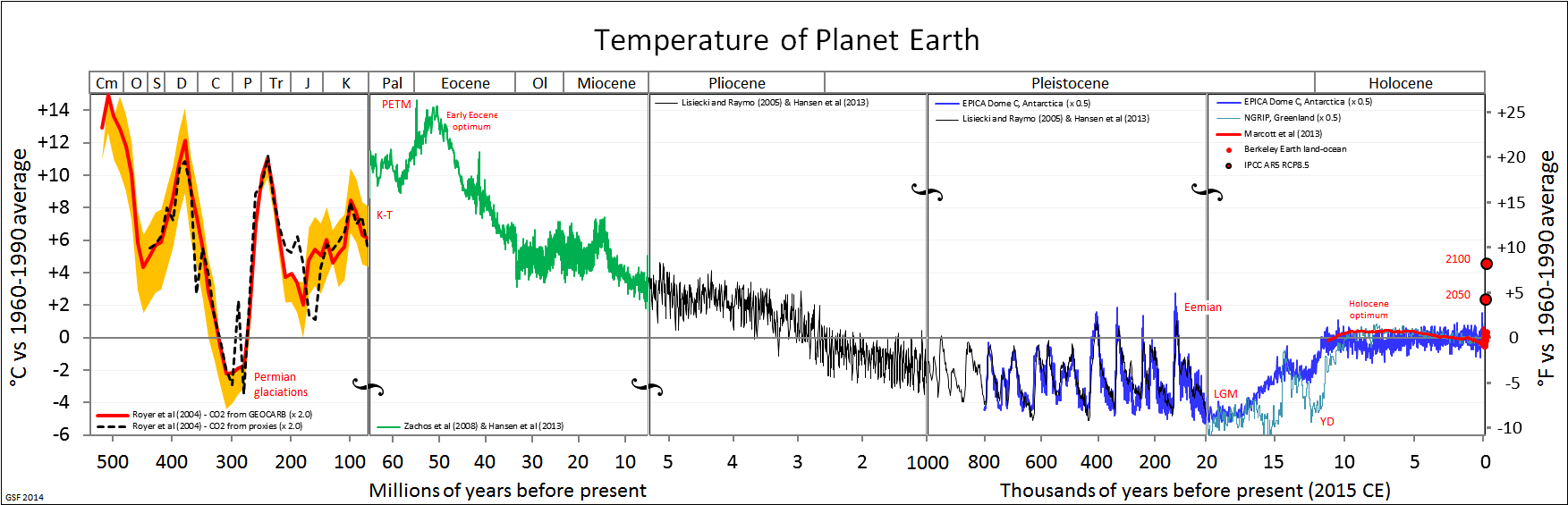
Le variazioni della temperatura terrestre negli ultimi 500 milioni di anni.

Durante l'Oligocene il clima era più caldo dell'attuale, anche se la tendenza verso un raffreddamento globale iniziò a manifestarsi chiaramente proprio in quest'epoca. A causa delle variazioni paleogeografiche, il continente antartico subì un significativo raffreddamento, iniziando a essere ricoperto da una calotta glaciale.
La generale discesa della temperatura del Paleogene fu interrotta nell'Oligocene da alcuni cambiamenti repentini. A un primo calo di 8,2 °C, durato solo quattrocentomila anni, fece seguito una variazione di 2 °C che si estese per circa sette milioni di anni a partire da 32,5 Ma e fino a 25 Ma e fece sentire i suoi effetti a livello globale con un aumento dei ghiacci e una diminuzione di 55 metri del livello del mare. Questo raffreddamento si interruppe in seguito all'attività vulcanica della caldera di La Garita tra 28 e 26 Ma. L'evidenza geologica della glaciazione tra Oligocene e Miocene è visibile nelle isole di McMurdo Sound e King George.
Con la separazione dell'America del Sud dall'Antartide, avvenuta a cavallo tra Eocene e Oligocene, si aprì il Canale di Drake che permise la circolazione oceanica completa attorno al continente antartico. La Corrente Circumpolare Antartica
interrompendo la miscelazione con le più calde correnti tropicali, causò un brusco raffreddamento delle acque antartiche che provocò la formazione perenne dei ghiacci nel continente che fino ad allora era stato ricoperto di boschi e fu anche una delle cause della diminuzione del livello dei mari.
Anche alle latitudini estreme di Asia, Nord America e Europa, i boschi di latifoglie furono rimpiazzati da boschi di conifere e alberi a foglia caduca.

## Paleogeografia
Durante questo periodo i continenti continuano ad andare alla deriva verso le loro attuali posizioni. L'Antartide rimase sempre isolata e infine sviluppò una calotta di ghiaccio permanente. In Europa e Asia proseguì l'orogenesi alpina, sollevando tra l'altro le Alpi e l'Himalaya. Il Sudamerica infine si separò dall'Antartide e andò alla deriva verso nord. Questo permise che le correnti circumpolari fluissero intorno all'Antartide, raffreddandolo molto velocemente.
Durante il periodo finale dell'Oligocene il mare raggiunge il livello più basso della storia della Terra; questo è dovuto, come accennato, alla formazione della calotta polare antartica. Il ritiro dei mari fece emergere parecchi "ponti continentali" che univano i vari continenti (Europa/Africa e Asia/America attraverso la Beringia formatasi nello stretto di Bering). Ciò permise la migrazione di flora e fauna, che si ritrovano infatti molto simili in Europa e America del nord.

## Flora

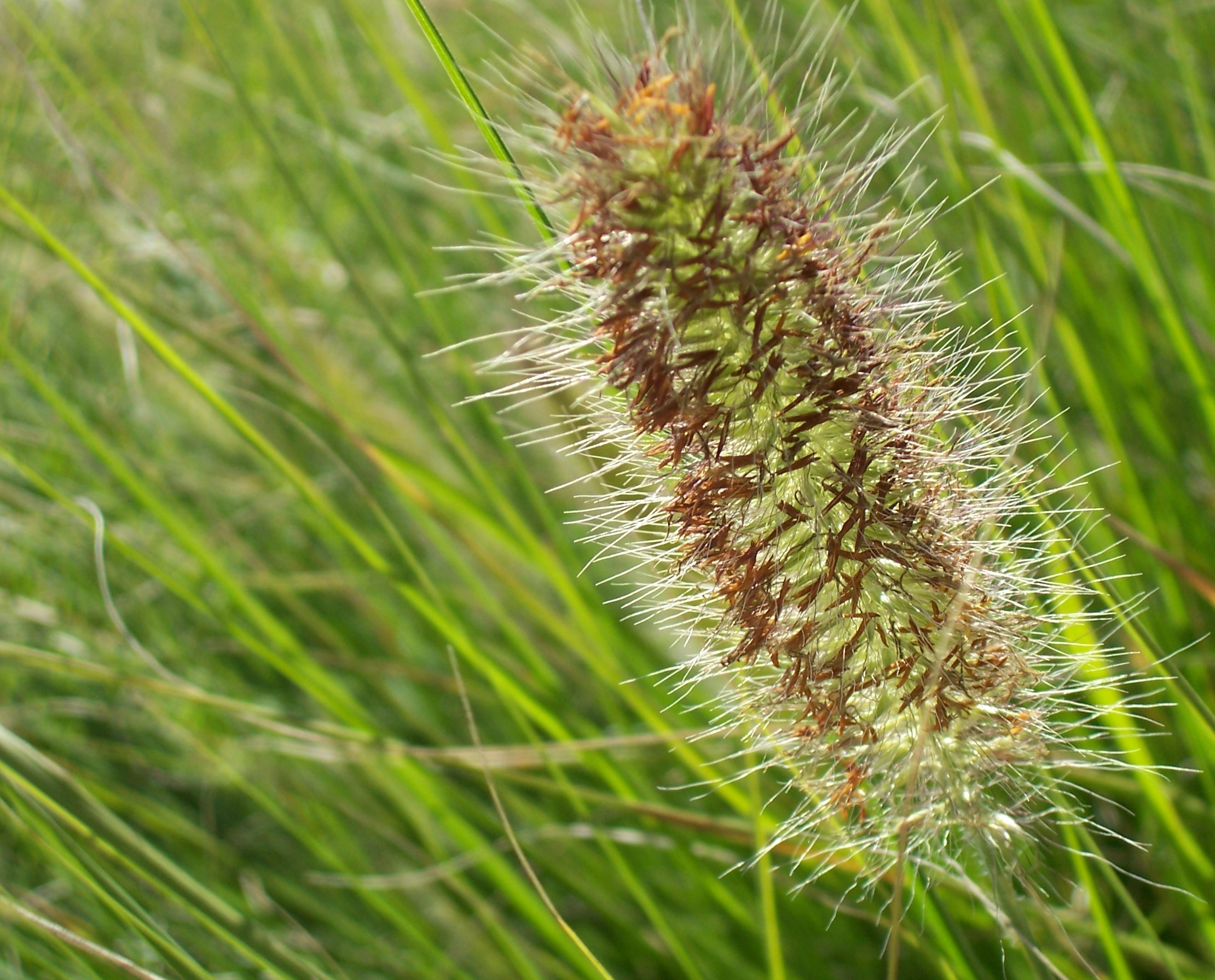
Il raffreddamento del clima favorì l'espansione delle erbe.

Le angiosperme continuarono la loro espansione sul mondo intero; le foreste tropicali e subtropicali vengono gradualmente sostituite dai terreni boscosi decidui temperati. Le pianure ed i deserti aperti diventano più comuni. Iniziò una maggiore espansione anche delle erbe, anche se le savane non saranno ancora molto importanti nemmeno alla fine del periodo.
I primi fossili certi di erbe datano al Paleocene superiore nel Nord America, più di cinquanta milioni di anni fa, tuttavia le erbe erano ancora poco diffuse all'inizio dell'Oligocene, quando la temperatura calda e umida favoriva altri tipi di piante. Con il raffreddamento del clima le erbe ebbero maggiori possibilità di sviluppo, e man mano che i boschi tropicali si ritirarono verso l'equatore, ebbero la possibilità di colonizzare nuovi spazi nelle regioni temperate.
In base ai reperti fossili, risulta che le distese erbose apparvero dapprima in Asia, seguendo lo sviluppo dei roditori. Questi animali avevano sviluppato una dentizione e un apparato digestivo che li metteva in grado di utilizzare il gambo e le foglie delle erbe.
Durante l'Oligocene, le piante succulente e i cactus svilupparono la fotosintesi CAM, un nuovo metodo di fissazione del carbonio che rendeva più efficace la fotosintesi; tuttavia queste piante non divennero ecologicamente significative fino alla fine del Miocene.
Alcuni fossili carbonizzati conservano tessuti organizzati secondo l'anatomia di Kranz, con cellule fascicolari intatte, il che permette di identificare un metabolismo vegetale C4 nelle graminacee del tempo.

## La fauna
Importanti resti di fauna dell'Oligocene sono stati ritrovati su tutti i continenti, ad eccezione dell'Australia.
I paesaggi più aperti, a causa della riduzione delle foreste, permisero agli animali di crescere in dimensione corporea. La fauna marina, come pure i vertebrati dei continenti settentrionali, cominciò ad assumere un aspetto simile a quello moderno.  Questo risultato fu però più un effetto dovuto all'estinzione delle forme più antiche, che all'evoluzione di forme nuove. 
Il Sudamerica fu apparentemente isolato dagli altri continenti e diede vita a una fauna abbastanza particolare.

### Mammiferi
La fauna era dominata dai mammiferi, che soppiantarono i grandi uccelli predatori dei periodi precedenti. Essi manifestarono fenomeni di gigantismo: fra questi ricordiamo il Paraceratherium dell'Asia centrale, una specie di rinoceronte che con i suoi 5 metri e mezzo di altezza e 7 e mezzo di lunghezza è il più grande mammifero terrestre mai esistito.
I cavalli, scomparsi dall'Eurasia nell'Eocene superiore, sopravvissero nelle praterie del Nordamerica con un ristretto numero di specie del genere Mesohippus, mentre i creodonti, carnivori primitivi, coesistettero con le prime forme di veri carnivori, tra cui canidi e felidi primitivi.
In Africa comparvero i mastodonti, animali semiacquatici prive di zanne e proboscide, antenati degli elefanti che non raggiungevano il metro e mezzo di altezza.
Molto diffusi i roditori e infine in questo periodo comparvero anche le prime vere scimmie, le Platirrine e le Catarrine, tra cui l'Aegyptopithecus, uno dei primi esemplari di cui abbiamo ritrovamenti fossili.
In Nordamerica comparve l'Hyracodon, una sorta di rinoceronte corridore, mentre in Sudamerica dominavano le pianure i suoi equivalenti (Rhynchippus), appartenenti a un gruppo di mammiferi primitivi (notoungulati).
Alcuni mammiferi dell'Oligocene: Embolotherium, Paraceratherium, Archaeotherium, Hyaenodon, Dinictis, Nimravus, Eusmilus, Protoceras, Merycoidodon, Hoplophoneus, Branisella, Arsinoitherium, Phiomia, Mesohippus, Rhynchippus.

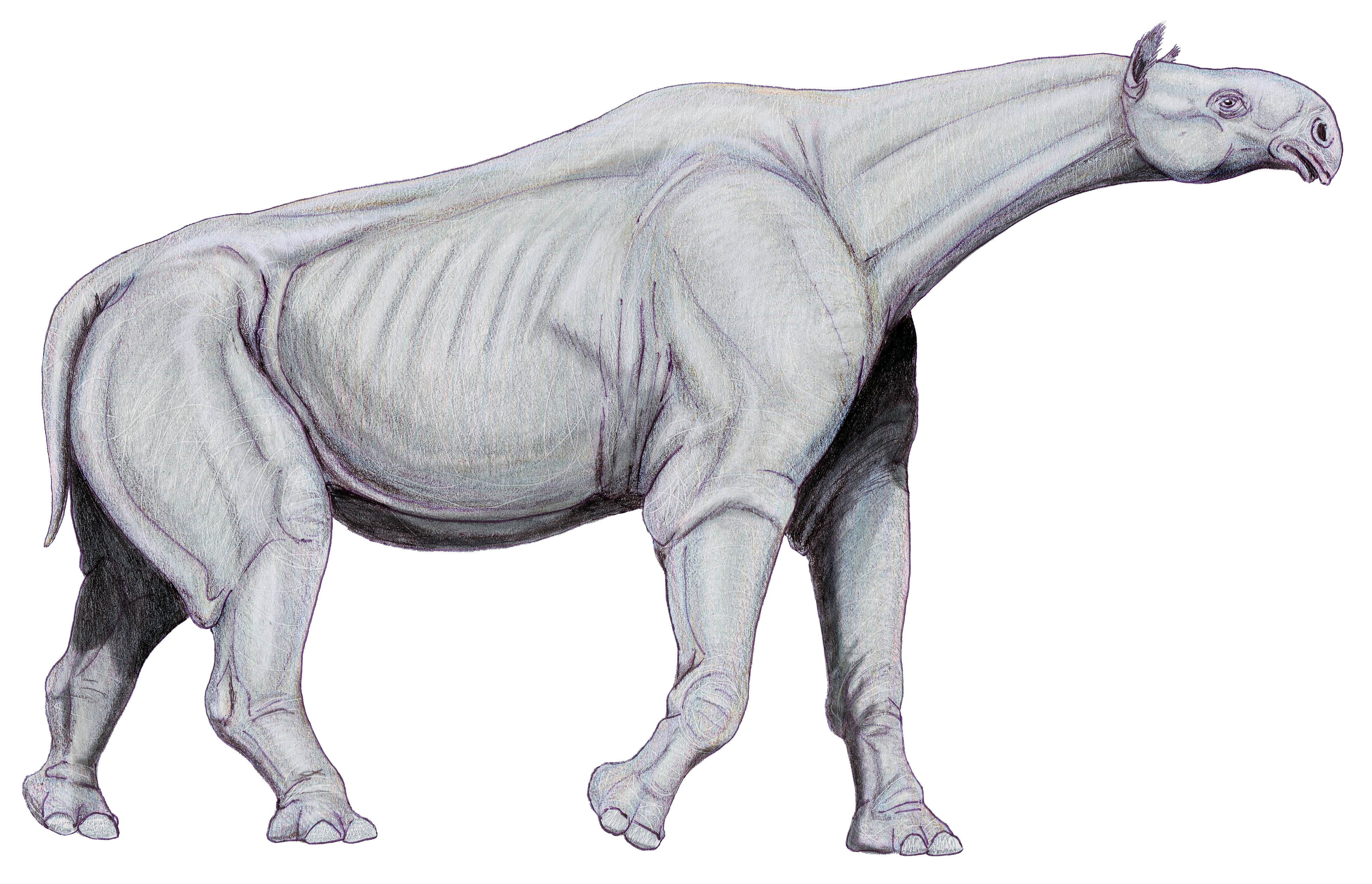
Paraceratherium
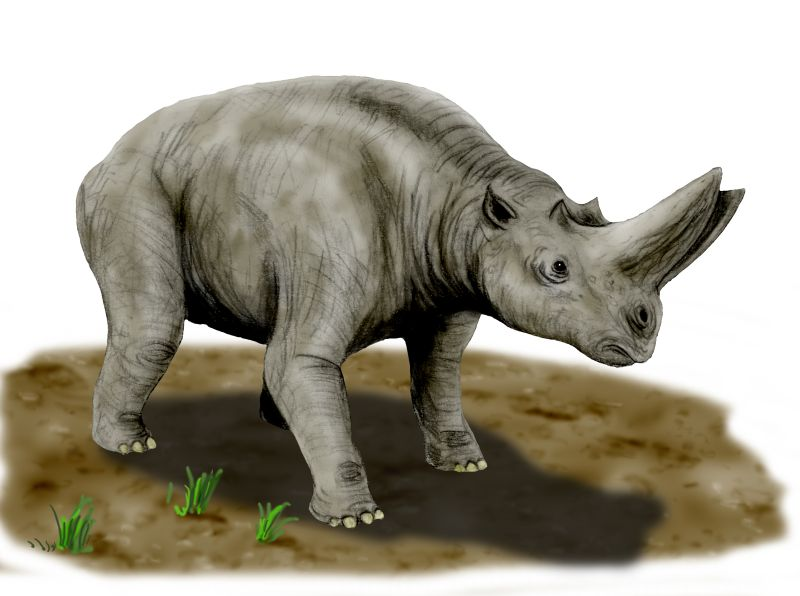
Arsinoitherium
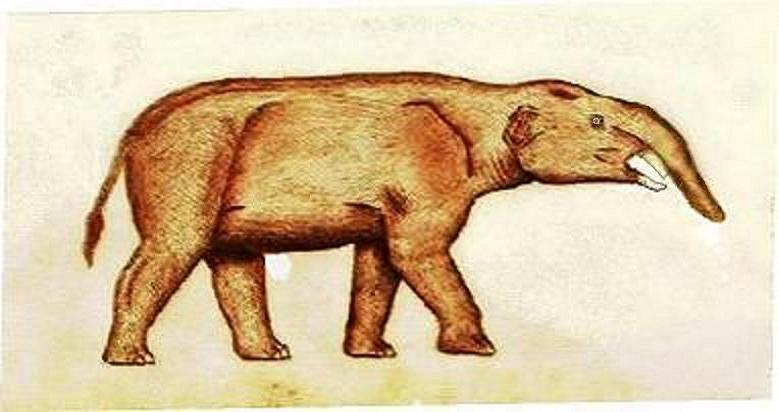
Pyrotherium
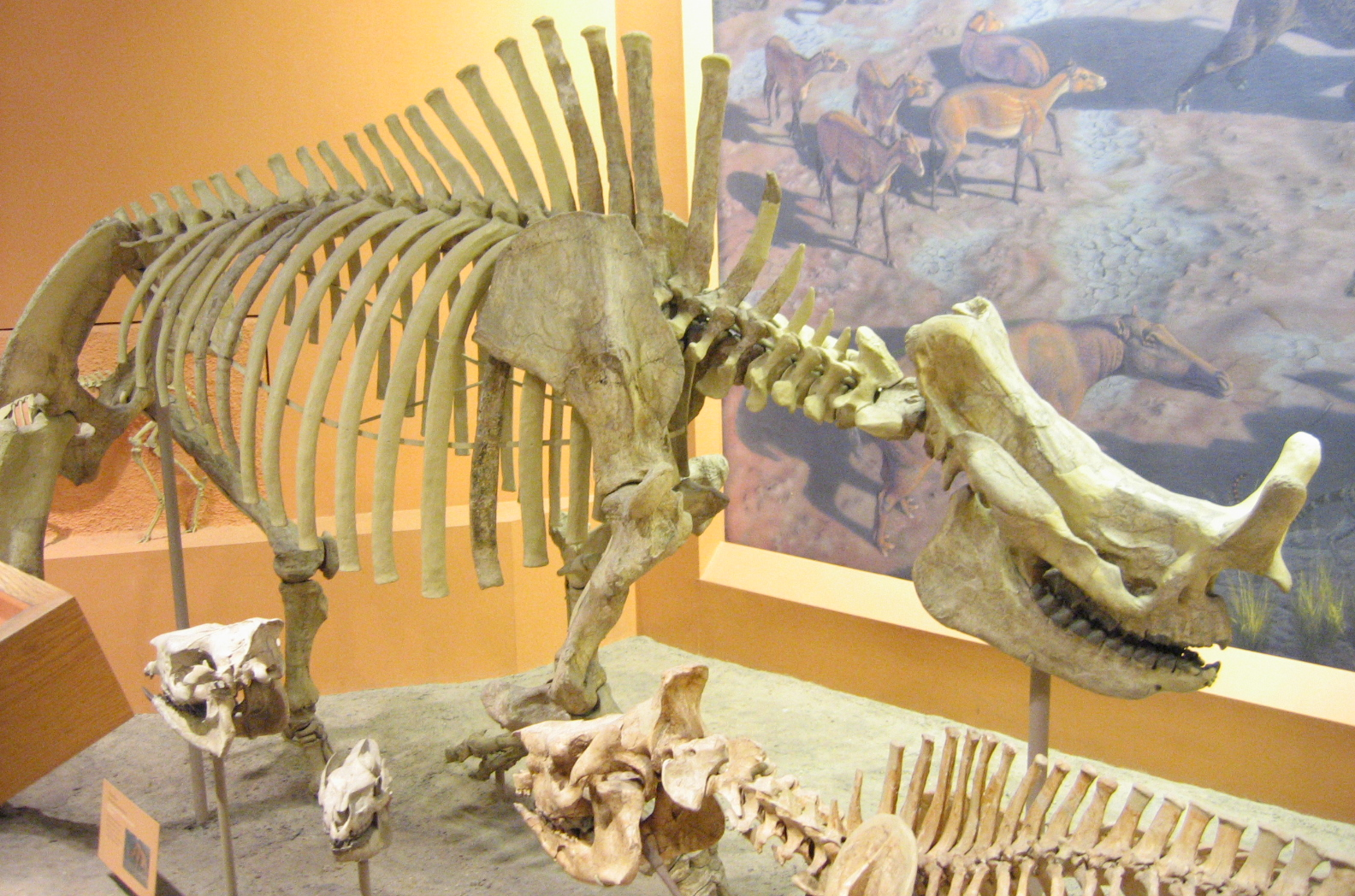
Brontotherium
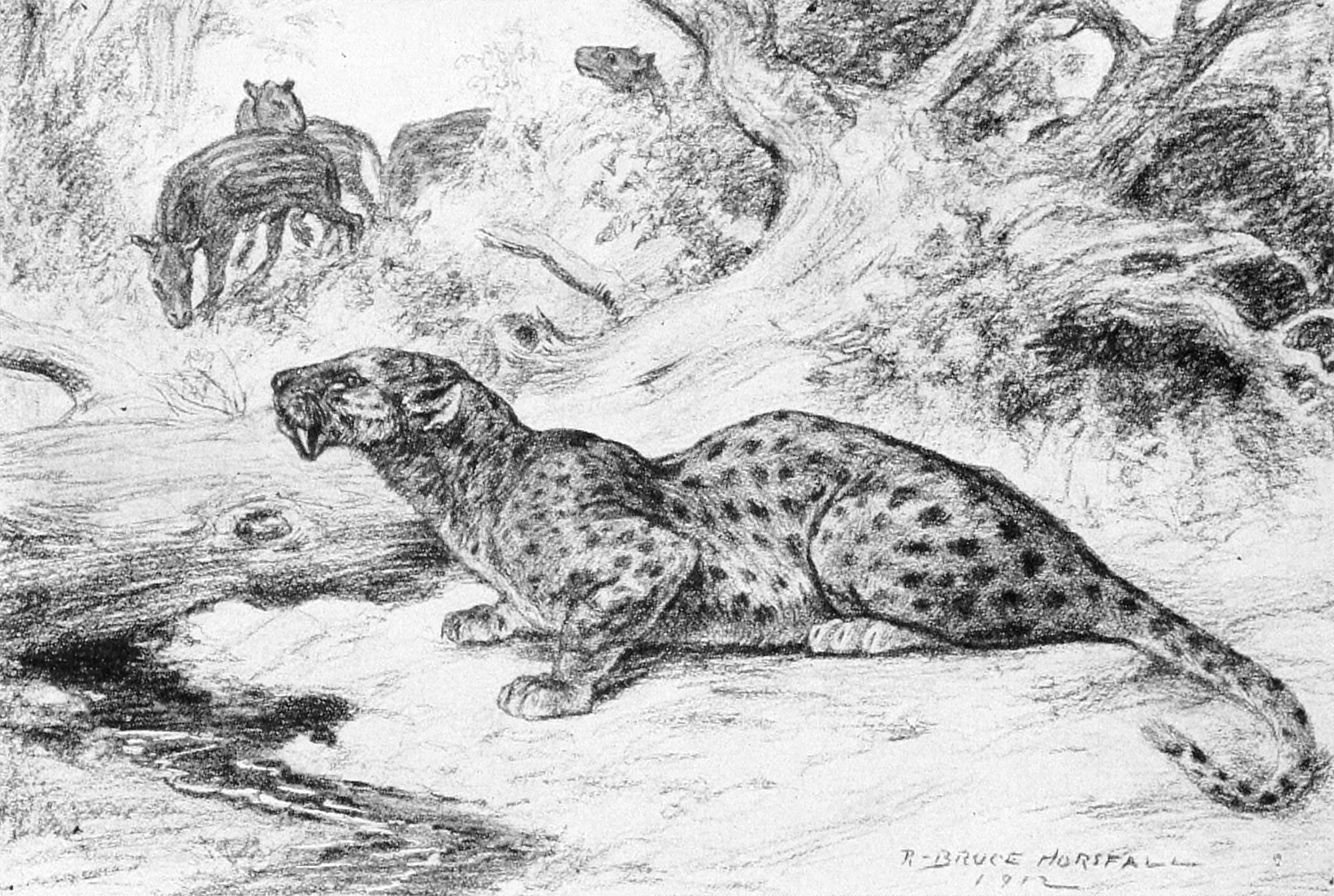
Hoplophoneus
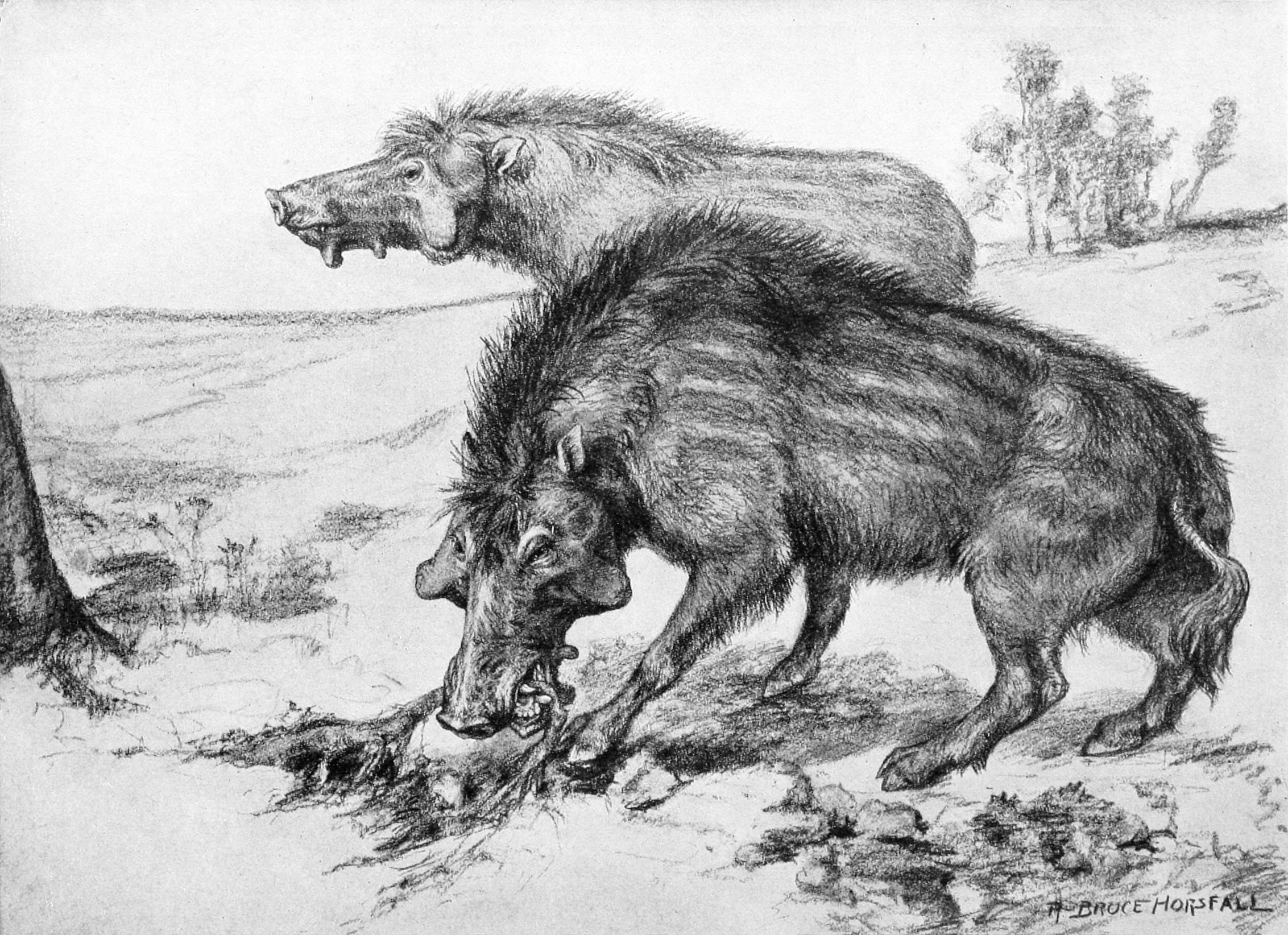
Archaeotherium
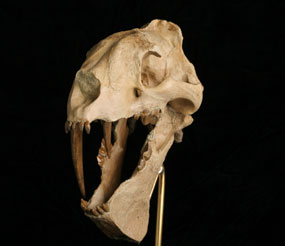
Eusmilus
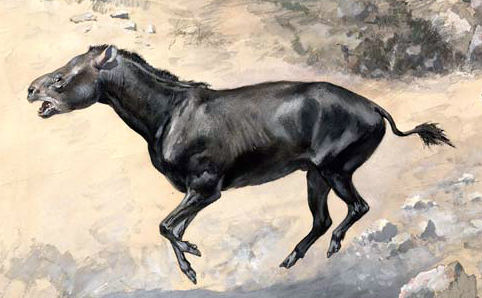
Hyracodon

### Rettili
I rettili erano abbondanti durante l'Oligocene. Fra questi erano ancora presenti i Choristodera, un gruppo di animali semi-acquatici, simili a coccodrilli, sopravvissuti fin dal Cretaceo, ma che non ressero ai nuovi cambiamenti climatici. I serpenti e le lucertole invece si diversificarono ampiamente.

### Uccelli

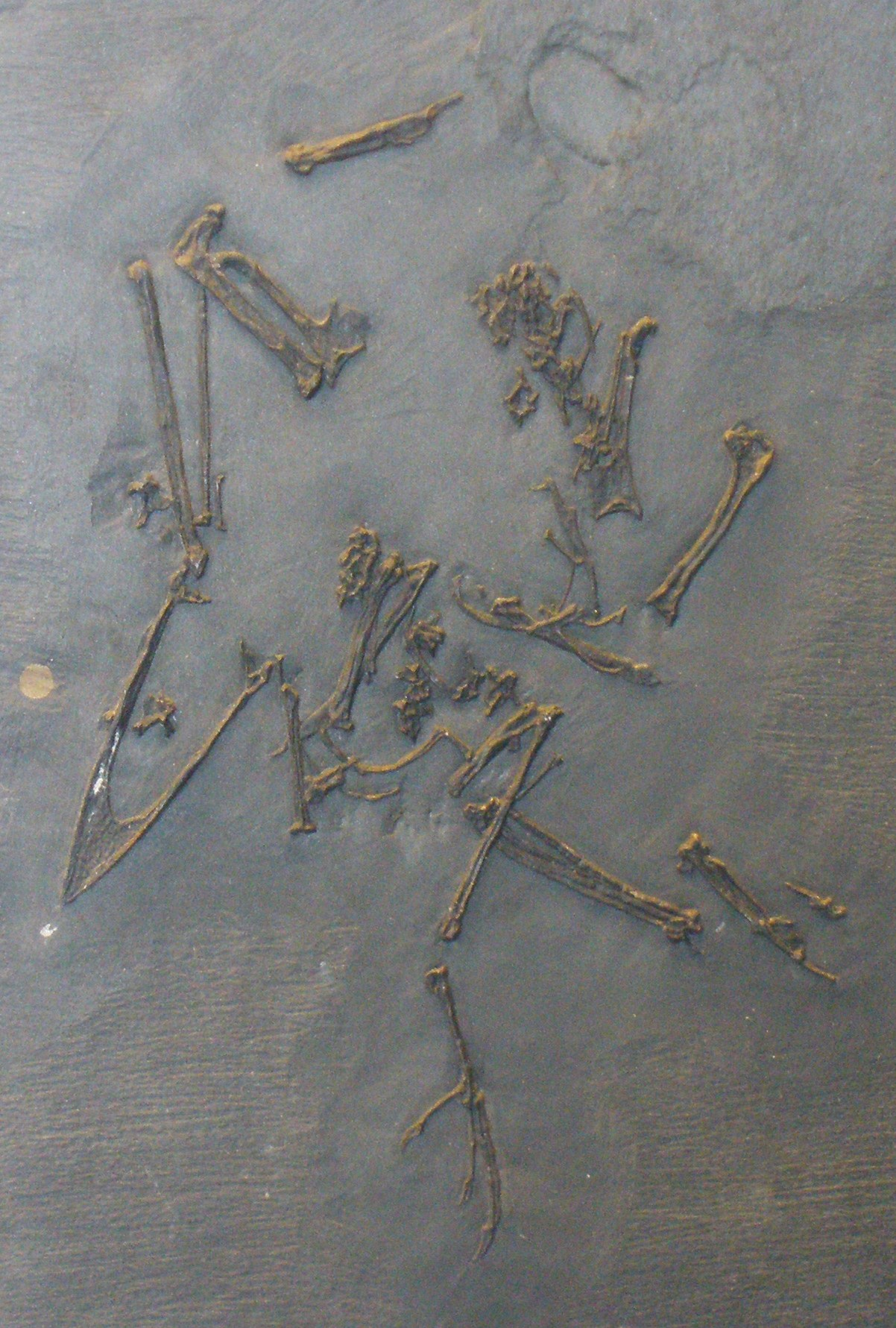
Fossile di Protornis glaronensis

Tra gli uccelli, si erano ormai estinti i gastornithidi, (come Gastornis) grandi uccelli erbivori terricoli. Nei continenti settentrionali, iniziarono a evolversi uccelli di tipo moderno (ad es. Eurotrochilus, Protornis). In Sudamerica, invece, l'isolamento portò all'evoluzione di formidabili uccelli predatori, i forusracidi.

### Animali marini
Gli oceani dell'Oligocene erano popolati da una fauna abbastanza simile a quella odierna. Iniziarono ad apparire le balene (Mysticeti)  e i cetacei dentati (Squalodon), mentre i loro predecessori, i cetacei Archeoceti, diminuirono gradatamente, forse a causa dei cambiamenti climatici e della concorrenza con i cetacei moderni e gli squali carcarinidi, comparsi anche questi nell'Oligocene. I pinnipedi comparvero, probabilmente, verso la fine del periodo derivati da antenati quali il castoro.